# Clare Island
Clare Island är en ö i republiken Irland.   Den ligger i grevskapet Maigh Eo och provinsen Connacht, i den nordvästra delen av landet, 250 km väster om huvudstaden Dublin. Arean är 16 kvadratkilometer.
Terrängen på Clare Island är lite kuperad. Öns högsta punkt är 449 meter över havet. Den sträcker sig 4,8 kilometer i nord-sydlig riktning, och 7,6 kilometer i öst-västlig riktning.